# فابریتزیا دوتاویو
فابریتزیا دوتاویو (ایتالیایی: Fabrizia D'Ottavio؛ زادهٔ ۳ فوریهٔ ۱۹۸۵) ژیمناست ریتمیک اهل ایتالیا است.
وی در مسابقات کشوری و بین‌المللی در مجموع برندهٔ ۲ مدال طلا، ۶ مدال نقره، ۳ مدال برنز شده‌است.